# Општина Ливада (Сату Маре)
Ливада (рум. Livada) општина је у Румунији у округу Сату Маре.
Oпштина се налази на надморској висини од 132 m.